# Creyssensac-et-Pissot
Creyssensac-et-Pissot – miejscowość i gmina we Francji, w regionie Nowa Akwitania, w departamencie Dordogne.
Według danych na rok 1990 gminę zamieszkiwało 178 osób, a gęstość zaludnienia wynosiła 21 osób/km² (wśród 2290 gmin Akwitanii Creyssensac-et-Pissot plasuje się na 999. miejscu pod względem liczby ludności, natomiast pod względem powierzchni na miejscu 1171.).